# 浅見和彦
浅見 和彦（あさみ かずひこ、1947年11月4日 - ）は、日本の中世日本文学研究者。成蹊大学名誉教授。中世文学専攻。地域文化論、環境日本学についても提唱している。

## 略歴
東京都出身。東京大学文学部国文科卒、同大学院博士課程満期退学。武蔵高等学校教諭を経て、1976年、成蹊大学文学部日本文学科専任講師。助教授、教授。2013年退職。

## 人物
- 講義や講演では、最初に「世の中には、私と一字違いで大変に有名な方がおられる」と前置きする場合がある[1] 。

## 著書
- 『説話と伝承の中世圏』若草書房 1997
- 『日本古典文学 旅百景』日本放送出版協会 2008
- 『東国文学史序説』岩波書店 2012

## 校注・共編著
- 『撰集抄』桜楓社 1985 小島孝之
- 『方丈記・宇治拾遺物語』 ほるぷ出版（日本の文学26） 1987 小島孝之
- 『編年中世の文学　中世文学小事典』新典社 1990 天野文雄、小島孝之
- 『宇治拾遺物語・古本説話集』 岩波書店（新日本古典文学大系42）、三木紀人、中村義雄、小内一明
- 『十訓抄』小学館（新編日本古典文学全集51） 1997
- 『方丈記・伊勢記　カラー版』おうふう 2001
- 『壊れゆく景観　消えてゆく日本の名所』慶應義塾大学出版会 2006 川村晃生
- 『宇治拾遺物語・十訓抄』 小学館（日本の古典をよむ15）小林保治、増古和子 2007
- 『『古事談』を読み解く』笠間書院 2008
- 『方丈記』ちくま学芸文庫 2011
- 『発心集　現代語訳付き』角川ソフィア文庫（上下） 2014、伊東玉美